# Marino spumante
Il Marino spumante è un vino DOC la cui produzione è consentita nella provincia di Roma, specialmente nel comune di Marino.

## Caratteristiche organolettiche
- colore: dal giallo paglierino al paglierino scarico.
- odore: vinoso e delicato.
- sapore: secco o abboccato o amabile o dolce, caratteristico, fruttato.

## Produzione
Provincia, stagione, volume in ettolitri
- nessun dato disponibile